# Isfana
Isfana – miasto w Kirgistanie, w obwodzie batkeńskim.